# Pablo Antoñana
Pablo Antoñana Chasco (Viana, 29 de octubre de 1927 - Pamplona, 15 de agosto de 2009) fue un escritor español y colaborador de prensa en medios como Diario de Navarra, Diario de Noticias, Navarra Hoy, Egin y Gara.

## Biografía
Nació en la misma casa que Francisco Navarro Villoslada, en la que sirvieron su abuela y madre, y que en la actualidad ocupa la Biblioteca Pública de Viana. Su padre Pablo Antoñana Angulo fue maestro de Viana y durante la Segunda República estuvo próximo a la CEDA, y su madre Blanca Chasco, carlista, fue sirviente de Blanca Navarro, hija de Francisco Navarro Villoslada, hasta que se casó.
Al poco de nacer, su padre, que era maestro de Viana, tuvo que emigrar a Guinea Ecuatorial porque el sueldo era insuficiente. Regresó en 1933, cuando Pablo tenía cinco años y fue él quien le inició en los estudios, para posteriormente proseguir estos en Logroño primero en el instituto y luego realizar magisterio. La carrera de Derecho la cursó en la Universidad de Zaragoza.
Tanto la relación rural de los jornaleros con los mayorales y hacendados que conoció en su infancia como la guerra civil española que también vivió en su infancia marcó su estilo como escritor, así como la lectura de autores como Baroja o Faulkner. Un texto suyo lo dejó escrito en el Parque de la Memoria de Sartaguda, resumen de la huella que le dejó la guerra civil española:

Mi memoria sacudida por aquellos días como cruel pesadilla, voces oídas como sordo rumor, vidas rotas que ni la compasión, el perdón y la justicia pudieron recomponer.

En Zaragoza comenzó a publicar sus primeros escritos. Allí contactó con José María Aguirre, entonces poeta y crítico de arte en la prensa local y futuro crítico y profesor en el Reino Unido, con quien fundó la revista "Almenara". En 1946 publicó su primer cuento "Pablo Ordoky o el corte de pelo de un estudiante", además de iniciar sus colaboraciones en la prensa.
En 1953 obtuvo la plaza de secretario de ayuntamiento de Sansol, Desojo y El Busto, pueblos de las cinco villas de Los Arcos en los que ejerció hasta su jubilación en 1988. En 1955 se casó con Elvira Sáinz, maestra de El Busto, con quien tuvo dos hijas, Elvira y Blanca.
En 1961 le fue otorgado el premio Ciudad de San Sebastián de Cuentos con "El tiempo no está con nosotros". En el mismo año recibió el Premio Sésamo de novela por "No estamos solos". Fue finalista del Premio Nadal con La cuerda rota, novela que permaneció inédita hasta 1995. En 1972 recibió el premio Guipúzcoa de novela con "Pequeña crónica" y en 1977 el premio Navarra con "Relato cruento". Desde junio de 1979 fue miembro de la Sociedad de Estudios Vascos (Eusko Ikaskuntza). En 1996 fue galardonado con el premio Príncipe de Viana.
Fue columnista semanal hasta 2003 de Diario de Navarra, y de Diario de Noticias y Gara hasta pocos meses antes de su fallecimiento. En 2007 recibió el Premio Manuel de Irujo de la Fundación Irujo Etxea. En el 2008 fue redactor y primer firmante del Manifiesto 1512-2012 en el que se reclamaba el conocimiento de la historia de Navarra en lo referente a su conquista y el derecho a decidir de sus habitantes.